# Theridion albidum
Theridion albidum là một loài nhện trong họ Theridiidae.
Loài này thuộc chi Theridion. Theridion albidum được Richard C. Banks miêu tả năm 1895.